# توخوویتسه
توخوویتسه (به چکی: Tochovice) یک منطقهٔ مسکونی در جمهوری چک است که در ناحیه پریبرام واقع شده‌است.